# تسرب (تعليم)
التَّسَرُّب أو الهدر المدرسي  أو الانسحاب أو الفاقد التعليمي يقصد به التسرب الذي يحصل في مسيرة الطفل الدراسية التي تتوقف في مرحلة معينة دون أن يستكمل دراسته. نتيجة الفشل الدراسي الذي يرتبط لدى أغلبهم بالتعثر الدراسي إجرائيا للتأخر واعتباره انقطاع التلاميذ عن الدراسة كليا قبل إتمام المرحلة الدراسية أو ترك الدراسة قبل إنهاء مرحلة معينة.

## الأسباب
تتعدد أسباب التسرب من التعليم فمنها أسباب عائلية وأسباب اجتماعية واقتصادية .
- الوضع الاجتماعي للأسرة: يعتبر الجانب الأسري من أكثر الأسباب إلحاحاً، فالطلاق والخصام المستمر بين الأب والأم يخلق لدى الطفل حالة من الرغبة في التهرب من المدرسة وواجباتها وبالتالي الانقطاع عن المدرسة، أو في وسط غياب الاهتمام لدى الأسرة وعدم متابعتها لمسيرة الطفل الدراسية إضافة إلى قساوة العيش وصعوبة توفير العيش الكريم، الأمر الذي يدفع الابن إلى تمرده على التعليم.
- المجتمع: يأثر الوسط الذي ينشأ فيه الطفل على تحصيله المعرفي. فالمجتمع الذي يكون أفراده أميين لا يعيرون اهتماما للعلم ومن جانب آخر، تلعب العادات والتقاليد دورا هاما حيث نجد عائلات في العالم القروي لا تقبل على تعليم البنات مادام بيت زوج المستقبل هو مآلها. كما أن الطفل يتأثر بأصدقائه الغير الراغبين في الدراسة. و قد يكون الأب في حاجة إلى من يساعده في تحمل متاعب الحياة فيزج بابنه في عالم الشغل بدل البحث له عن مقعد داخل المدرسة.
- الظروف الاقتصادية: قد يُهْمِل الأهل تدريس أبنائهم بسبب عدم تواجد فرص العمل التي تلبي احتياجات الأبناء في المدارس، وعدم قدرتهم على تغطية النفقات المتعلقة بالعملية التعليمة، فعلى سبيل المثال: الأطفال اللذين يعانون من الفقر يفتقرون إلى الحد الأدني من النظام الغذائي فلا يستطيعون البقاء في المدرسة لفترات طويلة.

## العواقب

### عواقب الانقطاع عن الدراسة في سن المراهقة
إن الدراسة هي أفضل من البقاء دون درجة يعيشون على المساعدات الاجتماعية للعثور على وظائف غير مضمونة، ومواجهة المشاكل الصحية، وتطوير مشاكل تعاطي المخدرات والدخول في الجريمة لتوفير احتياجاته وفقا نشر إحصاءات كندا في عام 2009.

### العواقب الاقتصادية
عواقب التسرب من الحجم الكبير ليست فقط سلبية على الشباب المعنيين، ولكن يؤثر على الاقتصاد ككل. التسرب من المدرسة الثانوية يترجم إلى الخسائر الضريبية والمزيد من الضغط على النظم الاجتماعية، وتباطؤ النمو الاقتصادي، ونقص اليد العاملة الخبيرة وفقا للبيانات الكندية التي نشرت في عام 2009.

## الحلول
في المدرسة المتوسطة، توجد بعض المؤشرات تسهيل تتبع  الطلاب «المتسربين» في اتصال مع المسؤلين الاجتماعيين أو الأسرة في الحالات التالية:
- الغياب
- التأخير
- ممرات المستوصف
- عدم الامتثال للتنظيم
- صعوبة الاندماج والتواصل : العزلة والصمت
- صعوبة السلوك : السلوك المعادي للمجتمع والعدوان والنعاس
- المشاكل الاجتماعية